# 升平镇 (安达市)
升平镇，是中华人民共和国黑龙江省绥化市安达市下辖的一个乡镇级行政单位。

## 行政区划
升平镇下辖以下地区：
拥护村、保田村、太平村、增涵村、板子房村、幸福村、新建村、中心村和劳动村。